# Onthophagus procurvus
Onthophagus procurvus är en skalbaggsart som beskrevs av Vladimir Balthasar 1935. Onthophagus procurvus ingår i släktet Onthophagus och familjen bladhorningar. Inga underarter finns listade i Catalogue of Life.